# Takashi Fujii
Takashi Fujii (藤井 貴 Fujii Takashi?), född 28 april 1986 i Aichi prefektur, är en japansk fotbollsspelare.
Fujii började sin karriär 2005 i Júbilo Iwata. Efter Júbilo Iwata spelade han för Ehime FC, Shizuoka FC, Shatin SA, Sun Hei SC, Unsommet Iwate Hachimantai, AC Nagano Parceiro, Blaublitz Akita och FC Ryukyu. Han avslutade karriären 2015.